# Robert Langerhans

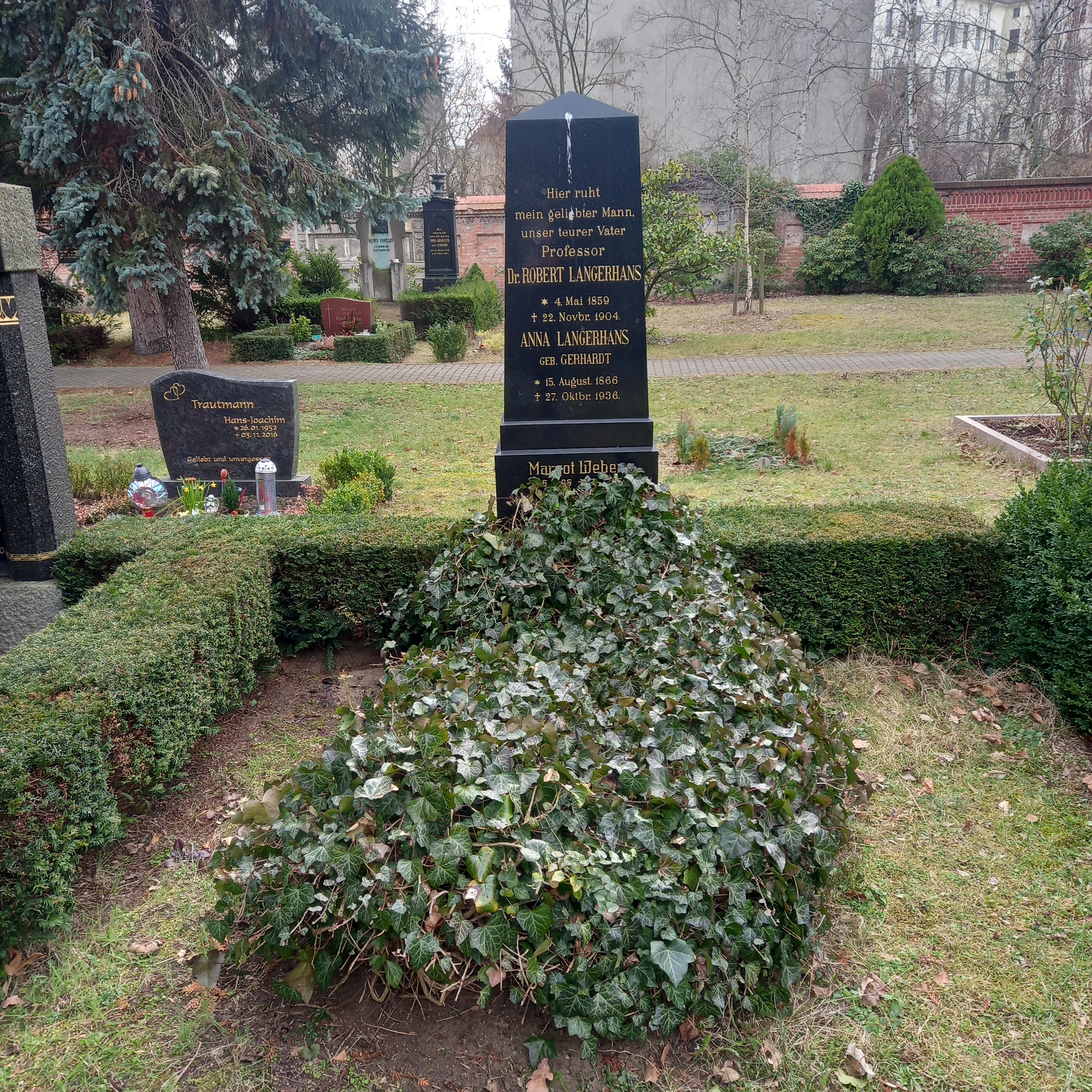
Das Grab von Robert Langerhans und seiner Ehefrau Anna geborene Gerhardt im Familiengrab auf dem Dorotheenstädtischen Friedhof II in Berlin

Robert Langerhans (* 4. Mai 1859 in Berlin; † 22. November 1904 in Berlin) war ein deutscher Pathologe.

## Leben
Als Sohn von Paul Langerhans senior und Halbbruder von Paul Langerhans war Robert Langerhans Patenkind von Rudolf Virchow. Er studierte zunächst Architektur an der Berliner Bauakademie, dann Medizin an der Ludwig-Maximilians-Universität München und der Friedrich-Wilhelms-Universität Berlin. Ab 1880 war er Mitglied des Corps Isaria. Er wurde 1884 zum Dr. med. promoviert und 1885 als Arzt approbiert. Langerhans war von 1885 bis 1894 Assistent von Virchow an der Charité. Er habilitierte sich 1890 für Pathologische Anatomie, wurde 1894 Prosektor am Krankenhaus Moabit und erhielt 1895 den Professorentitel. An der pathologisch-anatomischen Anstalt von Berlin-Moabit arbeitete 1903 für einige Monate Ferdinand Sauerbruch. Robert Langerhans starb mit 45 Jahren.

## Werke
- Grundriss der pathologischen Anatomie, übersetzt in Englisch, Italienisch und Russisch
- Innere Einklemmung durch Axendrehung der Pylorushälfte eines Sanduhrmagens
- Ueber Pankreasnekrose (1889)
- Ueber Atlasankylose (1890)
- Ueber multiple Fettgewebsnekrose (1890)
- Ueber regressive Veränderungen der Trichinen (1892)
- Veränderungen der Lungen nach Carbolsäure-Vergiftung (1892)
- Beiträge zur Physiologie der Brustdrüse (1894)
- Ueber Sarggeburt (1899)